# Miroslav Krčmář
Miroslav Krčmář (31. července 1910 Velké Meziříčí – 9. listopadu 1992 Praha, Břevnov) byl český právník, aktivní člen české YMCA, vězeň nacistického koncentračního tábora a komunistických vězení.

## Život

### Mládí a studia
Miroslav Krčmář se narodil v rodině profesora vyšší reálky ve Velkém Meziříčí Vojtěcha Krčmáře (1878–1957) a jeho manželky Marie, rozené Porupkové (* 1878). Otec Vojtěch Krčmář byl v roce 1955 s údajnou ilegální skupinou sociálních demokratů z Velkého Meziříčí odsouzen ke čtyřem rokům vězení, propadnutí majetku (rodinné vily) a byl zbaven na pět let občanských práv. V roce 1969 byl rehabilitován.)
V mládí byl aktivním skautem a účastnil se jednoho z prvních skautských táborů v Jugoslávii (pobřeží Chorvatska)
Miroslav Krčmář vystudoval práva, dne 30. října 1934 byl na Masarykově univerzitě v Brně promován.

### První republika a německá okupace

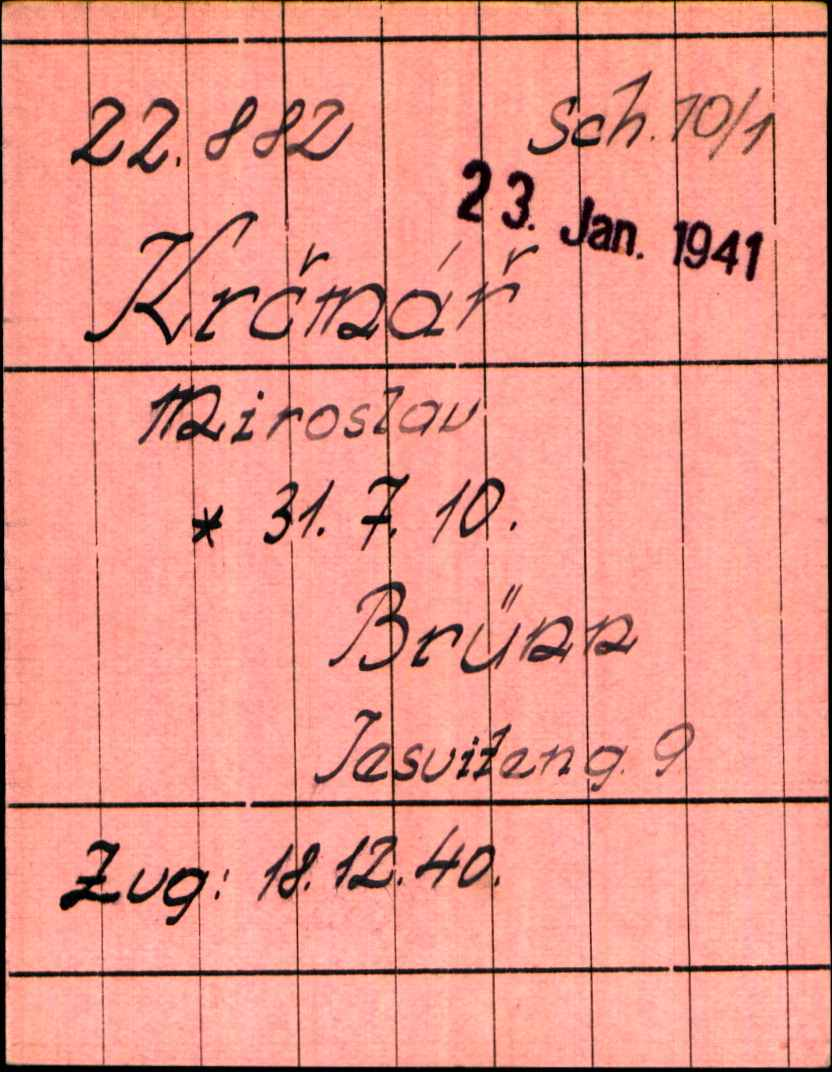
Registrační karta Miroslava Krčmáře jako vězně v koncentračním táboře Dachau

Za první republiky byl důstojníkem dělostřelectva čsl. armády. Jako důstojník jezdil tehdy i na koni. Po obsazení Československa patřil k členům brněnské Akademické YMCA, kteří byli mezi prvními zatčenými gestapem. Po zatčení byl deportován do pobočky koncentračního tábora Sachsenhausen Neuengamme a koncentračního tábora Dachau. Po smrti spoluvězně Ladislava Vozábala dokončil jeho vzpomínkovou knihu Přežil jsem Cap Arconu a napsal k ní předmluvu. V knize Jana Buriana Nežádoucí návraty E. F. Buriana jsou citovány Krčmářovy vzpomínky na tohoto spoluvězně. O útrapách v koncentračních táborech nacistů nehovořil, zmínil jen pár slov o statečnosti "jehovistů" či o bydlení v barácích. Na předloktí ruky měl vytetováno od nacistů vězeňské číslo.

### Po roce 1948
Po válce pracoval Miroslav Krčmář na ministerstvu spravedlnosti, byl sociálním demokratem. V padesátých letech 20. století byl odsouzen k trestu smrti, který mu byl změněn na doživotí.[zdroj?] Meziválečný sociálně demokratický ministr Ivan Dérer, který byl v roce 1955 souzen pro velezradu, uvedl ve své výpovědi, že se měl od Krčmáře dozvědět o chystaném pokusu o zničení lidově–demokratického státního zřízení a společenského řádu republiky. (V roce 1969 byl Dérer rehabilitován, protože doznání bylo vynuceno nedovoleným způsobem.) Po osmi letech komunistického věznění a lágrů , kde strávil 2x více let než v koncentračním táboře nacistů, byl Miroslav Krčmář na základě amnestie prezidenta Novotného propuštěn. 
Po propuštění pracoval jako stavební dělník (stavěl např. pavilony v pražské zoo), po několika letech a po úrazu na stavbě byl zaměstnán jako referent na majetkovém odboru tehdejšího Národního výboru na Praze 2 na dnešní Korunní třídě. 
Překládal [zdroj⁠?!] zejména ze švédštiny a němčiny, a to především soudní dokumenty, často byl také zván jako tlumočník k soudním řízením i svatbám, tu u soudu na Karlově náměstí, jindy na Karlštejn, později ho po roce 1989 o tlumočení často žádala i pražská policie. Kromě dalších sedmi[zdroj⁠?!] jazyků se po amnestování naučil i maďarsky (k jazyku měl blízko, v maďarském Aradu - později Oradea, se narodil jeho otec). Byl podobně jako jeho tchán, odbojář Pavel Glos, členem Svazu protifašistických bojovníků, který jej i delegoval na oslavy jubilea vylodění Spojenců v Normandii.
Je pochován na pražském Vinohradském hřbitově při hlavní vstupní cestě vpravo, blízko brány.

### Rodinný život
Miroslav Krčmář se oženil po osvobození koncentračního tábora, ve kterém byl vězněn, se švédskou ošetřovatelkou Červeného kříže Ullou z významné švédské lékařské rodiny, s níž se seznámil při její péči o tyfem nakažené osvobozené vězně. S první manželkou měl dvě děti, Hanku (Anki) a Petra (Per), bydleli ve vinohradské Polské ulici u Riegrových sadů v Praze. V době jeho věznění komunisty Ulla s dětmi emigrovala zpět do Švédska, a to za významné pomoci švédské ambasády. Jednalo se o dobrodružný útěk kdy děti byly ukryty v kufru diplomatického vozu. Po propuštění z kriminálu, kde velkou část strávil v uranových dolech, např. na Bytízu u Příbrami, žil u své příbuzné paní Slezákové v Praze Břevnově na Bělohorské ulici, posléze pak s rodinou na pražských Vinohradech v ulici Rumunská. 
Poté, co opustil komunistické vězení, se oženil s učitelkou Blahuškou, rozenou Glosovou, dcerou svého přítele Pavla Glose, turnovského faráře Jednoty bratrské. Vychoval s ní dva syny, Pavla a Jaroslava, které v roce 1967 přivedl do obnovujícího se skautu (ještě v ilegalitě pod názvem Psohlavci, středisko Ostříž, vinohradský oddíl Dakota). Navštěvoval s nimi pravidelně bohoslužby Jednoty bratrské v Hálkově ulici i sbor Českobratrské církve evangelické v Korunní třídě, též týdenní setkání tzv. padesátníků v ČCE. S rodinou často jezdíval do jizerskohorské roubenky v Kořenově. Rád se věnoval studiu starověkých civilizací, středověku a biblické historii a literatuře. S rodinou navštěvoval i hornolužický Ochranov (Herrnhut) a Petershain, kde měli s farářem Glosem přátele z bratrského a luterského prostředí. Opakovaně s manželkou Blahoslavou jezdil za příbuzenstvem do Švédska do Hillsta, Kullaviku a Nordkopingu. V době Pražského jara přijel do Prahy studovat medicínu jeho syn Petr, jenž se brzy opět naučil česky, přestože emigroval cca ve svých 4 letech.. Miroslav Krčmář vždy zůstal hrdým demokratem a Moravanem, nadšeně vítal přicházející změny již v roce 1967, zajímal se o aktivity KAN. Blízké mu bylo moravské Slovácko se svou kulturou, s Blahoslavou rád navštěvoval každoroční Moravský ples v Národním domě na Náměstí Míru. Hrál na kytaru, dobře zpíval, měl rád přírodu a hory. Měl přátele v literárním, evangelickém a židovském prostředí. Mezi lidmi byl mezi lidmi oblíbený pro svou srdečnost ,vzdělanost i jako dobrý společník. Přátelé ho rádi nazývali moravským "Mirko". Dlouhodobě se věnoval s láskou i vážně ochrnutému příteli na lůžku. Každý týden chodil pravidelně cvičit do nejstarší vinohradské sokolovny (ul. Sokolská, Ječná). Měl rád přesnost, preciznost a byl nesmírně pracovitý, dlouho do noci sedával u svého psacího stroje a překládal.
Jeho bývalá manželka Ulla, která se po emigraci z ČSR znovu provdala do rodiny Hanner, Prahu ještě navštívila, stejně jako vícekrát syn Petr a vnuk Christian s rodinou.
Zemřel nečekaně, na vážné onemocnění, které mohlo souviset i s dlouhodobou radiací jíž byl v uranových dolech vystaven. Odešel však v pokoji, smířen s Bohem ve břevnovské ÚVN. Ještě před smrtí si vyžádal, aby mu rodina znovu přečetla novozákonní verš týkající se věčného života. Zůstal příkladem pro mnohé.